# Androsace aflatunensis
Androsace aflatunensis är en viveväxtart som beskrevs av Ovczinn. Androsace aflatunensis ingår i släktet grusvivor, och familjen viveväxter. Inga underarter finns listade i Catalogue of Life.